# Nematomenia tegulata
Nematomenia tegulata är en blötdjursart. Nematomenia tegulata ingår i släktet Nematomenia och familjen Dondersiidae. Inga underarter finns listade i Catalogue of Life.